# Mentesítés (büntetőjog)
A mentesítés (latinos kifejezéssel rehabilitáció, azonban a rehabilitáció egy másik intézmény a büntetőjogban) az elítéltnek az utólagos mentesítését jelenti  a büntetett előélethez fűződő nem büntetőjogi jellegű hátrányok alól. Szabályait  a Büntető Törvénykönyv állapítja meg. A mentesítés révén a volt elítélt  a büntetett előélethez fűződő – büntetőjogon kívüli - olyan hátrányos jogkövetkezmények alól mentesül, amelyeket az elítéltetéshez jogszabály fűz.

## Típusai
- törvényi mentesítés
- bírósági mentesítés
- kegyelmi mentesítés

## A mentesítés története

### Az 1961. évi V. törvényben
Az 1961. évi V. törvény széles körben alkalmazta a törvényi rehabilitációt, a bírói mentesítés körébe a hosszabb tartalmú szabadságvesztés, valamint az olyan személyek elítélése tartozott, akikről a többszöri elkövetés miatt megjavulást nem lehetett vélelmezni. Ez a  törvény ugyanakkor nem ismerte az előzetes bírói mentesítést.
Az elítélt a következő joghátrányok alól mentesült:
- azok alól a kedvezményekből kizáró következmények alól, amelyekkel a bűncselekmény elkövetése a büntetőtörvény szerint jár, illetve
- azok alól a hátrányos következmények alól, amelyeket a jogszabály a büntető ítélethez, a büntetőparancshoz, vagy a büntetés kiállásához fűz; ez a mentesítés azonban nem terjedt ki a polgári jogi hátrányokra.[1]

## A mentesítés hatálya
A mentesítés hatályát a hatályos Büntető Törvénykönyv  szabályozza (mentesítés az elítéléshez fűződő hátrányos jogkövetkezmények alól). A mentesítés folytán - törvény eltérő rendelkezése hiányában - az elítélt mentesül az elítéléshez fűződő hátrányos jogkövetkezmények alól.
A mentesített személy büntetlen előéletűnek tekintendő, és - törvény eltérő rendelkezése hiányában - nem tartozik számot adni olyan elítéltetésről, amelyre nézve mentesítésben részesült.Újabb bűncselekmény elkövetése esetén a mentesítés nem terjed ki azokra a hátrányos következményekre, amelyeket a Büntető  Törvénykönyv a korábbi elítéléshez fűz.